# آناتولی ناومنکو
آناتولی ناومنکو (اوکراینی: Анатолій Науменко؛ زادهٔ ۶ سپتامبر ۱۹۹۸) بازیکن فوتبال است.